# Pinus tecunumanii
Pinus tecunumanii är en tallväxtart som beskrevs av Eguiluz och J. P. Perry. Pinus tecunumanii ingår i släktet tallar, och familjen tallväxter. IUCN kategoriserar arten globalt som sårbar. Inga underarter finns listade i Catalogue of Life.